# 23816 Rohitkamat
23816 Rohitkamat è un asteroide della fascia principale. Scoperto nel 1998, presenta un'orbita caratterizzata da un semiasse maggiore pari a 2,7652248 UA e da un'eccentricità di 0,1448068, inclinata di 8,29784° rispetto all'eclittica.